# Turbidita

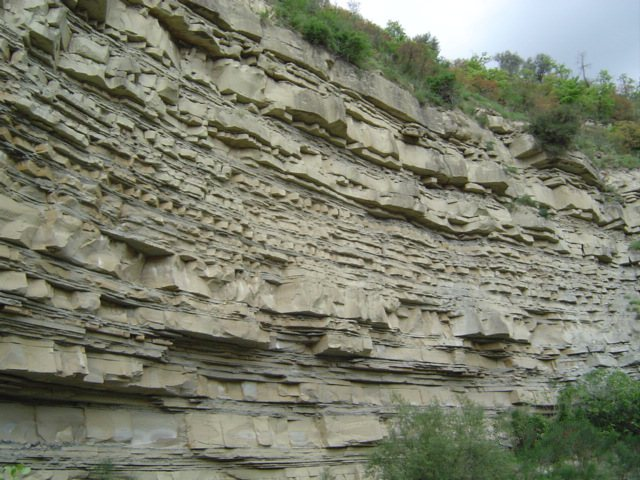
Secuencia turbidítica. Flysch turbidítico mioceno del sur de Italia (Gorgoglione).

Una turbidita es una facies sedimentaria que se deposita durante una corriente turbidítica, una avalancha submarina que redistribuye grandes cantidades de sedimentos clásticos provenientes de un continente en las profundidades de un mar. Cuando se depositan sucesiones con secuencias alternantes de diferente composición se denominan flysch.
Varios depósitos modernos de turbiditas muestran un contorno de abanico con forma de lóbulo. El término «lóbulo» también se usa en el estudio estratigráfico de turbiditas antiguas, aunque no pueda determinarse la forma general del depósito. En particular en la estratigrafía de turbiditas se llama lóbulos a aquellos depósitos cuya geometría indica que no están restringidos a un canal erosivo.

## La secuencia ideal de las turbiditas de Bouma
Las turbiditas fueron descritas en detalle por primera vez por Bouma (1962), que estudió los sedimentos de aguas profundas y reconoció secuencias grano-decrecientes (con el tamaño de sus partículas decreciendo hacia arriba), incluyendo conglomerados de cantos rodados en la base y lutitas de grano fino en las partes más superiores. 
Esto era inesperado porque históricamente se había supuesto que en el fondo de los océanos no existe ningún mecanismo mediante el cual transportar sedimentos de grano grueso a profundidades abisales. 
El ciclo de Bouma comienza con una superficie de erosión que pasa de guijarros a grava en una matriz de arena. Por encima de estas capas se depositan capas de arena cada vez más fina alternada con arena limosa, y, por último, limo y arcilla. Esta sucesión vertical de capas sedimentarias y el cambio de litología denota una disminución de la turbulencia del flujo del agua que los transporta antes de la sedimentación. 
Es inusual observar un ciclo de Bouma completo: las sucesivas corrientes de turbidez suelen erosionar secuencias anteriores no consolidadas. Por otra parte, si la sección expuesta se encuentra en el borde del lóbulo deposicional solo están presentes las secuencias más finas.

## Formación
Las turbiditas son sedimentos transportados y depositados por una corriente marina normalmente brusca, como avalancha, generada por la inestabilidad en la distribución de densidad del flujo de agua debida al contenido irregular de sedimento en suspensión (similar a un flujo piroclástico volcánico o a un alud). El flujo de densidad se produce por licuefacción de los sedimentos durante el transporte, los cuales provocan un cambio en la densidad del sistema fluido agua+sedimento. Esta licuefacción o suspensión se alcanza generalmente en condiciones muy turbulentas del líquido sustrato. En estas circunstancias se pueden transportar grandes fragmentos de roca a velocidades que de otra manera serían demasiado bajas. Suelen tener su origen en los márgenes de plataformas y en los taludes continentales y los depósitos acumularse en las llanuras próximas, más profundas.
Estos flujos de densidad ocurren en otros entornos aparte de las profundidades del océano, como los lahares junto a volcanes, en deslizamientos de lodo y en flujos piroclásticos (que crean secuencias sorprendentemente similares a las turbiditas).

## Tipos de cuencas sedimentarias con turbiditas
Se distinguen cuatro tipos de cuencas sedimentarias donde se pueden depositar turbiditas.
- El primer tipo consiste en una cuenca sedimentaria sobre corteza oceánica con poca actividad tectónica y una fuente abundante y estable de sedimento.[3]
- El segundo tipo ocurre en márgenes continentales con subducción o con fallas transformantes, tectónicamente activas con fuentes estables de sedimento.[3]
- El tercer tipo de cuencas son aquellas sobre corteza continental, como por ejemplo cuencas de antepaís, en las que la formación de depósitos de turbiditas, el tamaño y forma de la cuenca están sujetos a un fuerte control tectónico.[3]
- El cuarto tipo de cuencas están zonas de cambios tétonicos rápidos zonas de corteza continental.[4]

## Importancia de las turbiditas
La presencia de turbiditas indica condiciones paleogeográficas, tectónicas y deposicionales de secuencias sedimentarias antiguas. Por lo general se relacionan con una situación de aguas profundas junto a un margen continental (a menudo convergente). En general, su formación requiere al menos una plataforma inclinada y alguna forma de tectonismo que active el flujo de densidad mediante avalanchas. 
Las turbiditas de lagos también son importantes para conocer la cronología de los deslizamientos de tierras y los terremotos que presumiblemente los formaron, mediante la datación de varvas por encima y por debajo de la turbidita.